# 쇼트브레드

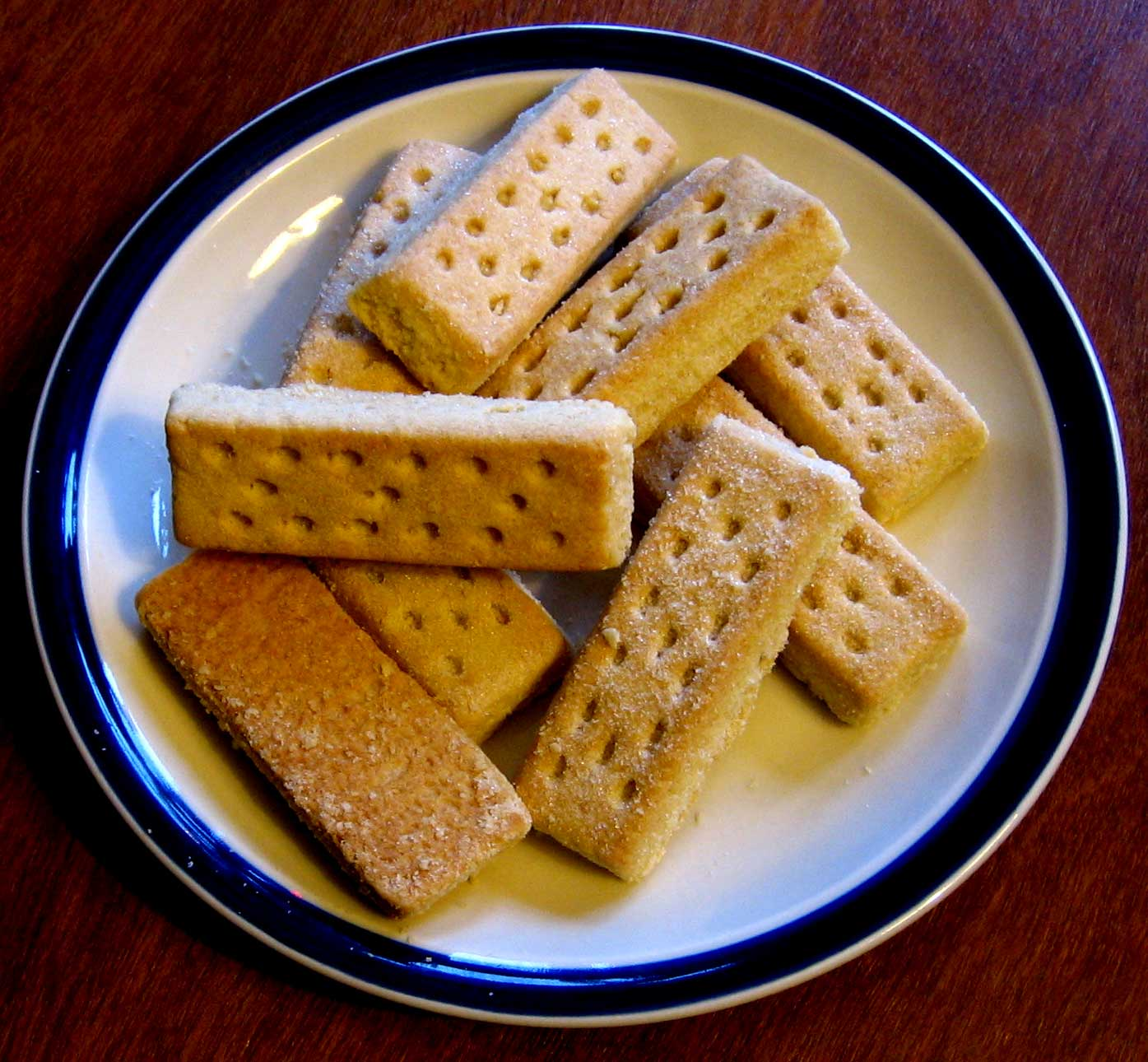
쇼트브레드

쇼트브레드(shortbread)는 버터 함유량이 높은 스코틀랜드의 전통 비스킷이다.
일반적으로 백설탕 1, 버터 2, 밀가루 3~4 비율로 만드는데, 다른 비스킷이나 베이킹 품목과 달리 베이킹파우더나 베이킹소다와 같은 팽창제를 사용하지 않는다. 스코틀랜드에서 크리스마스 및 호그머네이(Hogmanay, 섣달 그믐날 기념 행사) 축제와 깊은 관련이 있으며, 몇몇 스코틀랜드 브랜드는 쇼트브레드를 전 세계로 수출하고 있다.

## 같이 보기
- 버터 쿠키
- 쇼트케이크